# Doland
Colome – miasto w Stanach Zjednoczonych, w stanie Dakota Południowa, w hrabstwie Spink.